# Ulrich von Alemann
Ulrich von Alemann (* 17. August 1944 in Seebach) ist ein deutscher Politikwissenschaftler. Er lehrte u. a. an der Universität Duisburg, der Fernuniversität Hagen und der Heinrich-Heine-Universität Düsseldorf (HHU). Seit 2012 ist von Alemann emeritiert und beteiligt sich weiterhin an Forschung, Sonderaufgaben des Rektorates, politischer Publizistik und Politikberatung.

## Leben
Von Alemann ist seit 1968 mit Monika von Alemann-Schwartz verheiratet, mit der er zwei Söhne hat. Er wohnt mit seiner Frau im Düsseldorfer Norden.
Von Alemann studierte in Köln sowie in Münster, Bonn und Edmonton (Kanada) Politikwissenschaft, Soziologie, Staatsrecht und Geschichte. Im Jahre 1971 erlangte er den Master of Arts der University of Alberta in Edmonton. Zwei Jahre später wurde von Alemann an der Universität Bonn promoviert, an der er in den Jahren von 1972 bis 1978 als wissenschaftlicher Assistent tätig war. Er lehrte von 1978 bis 1984 Politikwissenschaft an der Pädagogischen Hochschule Rheinland, Abteilung Neuss, sowie an der Universität Duisburg.
Im Jahre 1984 gründete er das Fach Politikwissenschaft an der Fernuniversität in Hagen und übernahm für die nächsten vierzehn Jahre die Leitung des Lehrgebiets „Allgemeine Politikwissenschaft“.
1998 wechselte er an die HHU, wo er den Lehrstuhl Politikwissenschaft II übernahm. Von 2004 bis 2009 war er zunächst Prodekan, dann Dekan der Philosophischen Fakultät. Er diente lange als Vertrauensdozent der Hans-Böckler-Stiftung. Von 2009 bis zu seiner Emeritierung 2012 amtierte von Alemann als Prorektor für Lehre und Studienqualität der HHU.
Seit seiner Emeritierung 2012 übernimmt er weiterhin Aufgaben in Forschung und Lehre und Sonderaufgaben des Rektorates. So war er Beauftragter des Rektorats für die Organisation des 50-jährigen Jubiläums der HHU im Jahr 2015. Seit 2015 ist er auch Mitglied des Beirates für Universitätsförderung an der HHU. Außerdem ist er seit dem 1. Januar 2018 als Geschäftsführer des „Vereins zur Förderung der Wissensregion e. V.“ berufen worden. Er wirkt weiterhin als politischer Publizist in den Medien sowie in der Politikberatung.

## Projekte
1977 war von Alemann Gründungsmitglied der „Studiengruppe Partizipationsforschung“ Bonn, die an einem von der DFG finanzierten Projekt zu theoretischen und empirischen Problemen der Partizipation arbeitete. Außerdem war er von 1984 bis 1989 Projektleiter beim Projektträger (Rhein-Ruhr-Institut für Sozialforschung und Politikberatung e. V. an der Universität-Gesamthochschule-Duisburg) für das Forschungs- und Gestaltungsprogramm „Mensch und Technik: Sozialverträgliche Technikgestaltung“, welches vom Land NRW mit einem Fördervolumen von ca. 100 Mio. DM finanziert wurde.
Er war von 1993 bis 1998 Gründer und Leiter der „Forschungsinitiative Verbände“ (FIVE), deren Arbeiten mittlerweile abgeschlossen wurden.
Das „Institut für deutsches und europäisches Parteienrecht und Parteienforschung“ (PRuF) an der HHU in Düsseldorf, das von Alemann mitbegründete, wurde durch seine führende Rolle bei der Aufarbeitung und Aufklärung der verschiedenen Parteienfinanzierungsskandale bekannt.
Die Grundlagenforschung über Parteienrecht und sozialwissenschaftliche Parteienprobleme bilden die wissenschaftliche Basis von PRuF. Für das PRuF arbeitete von Alemann 2009 zusammen mit Tim Spier am Forschungsprojekt „Deutsche Parteienmitgliederstudie“ (PaMiS) des PRuFs der Heinrich-Heine-Universität Düsseldorf und des Arbeitsbereichs politische Soziologie der Leibniz Universität Hannover.
Von Alemann war Mitglied der Parteienfinanzierungskommission des Bundespräsidenten und hat durch diese Tätigkeit die Reform des Parteiengesetzes im Jahre 2002 wesentlich mitbeeinflusst. Von Alemann hatte sich mit Fragen der Parteienfinanzierung beschäftigt, die auch in seinem Lehrbuch „Das Parteiensystem der Bundesrepublik Deutschland“ aufgegriffen wurden.
1998 hat von Alemann die „Forschungs-Initiative NRW in Europa“ (FINE) gegründet. Dieses war ein Projekt, das Forschung, Politikberatung und politische Publizistik miteinander verknüpfte. Daraus entstand die Publikation „Handbuch Europa in NRW - Wer macht was in NRW für Europa?“ (3. Auflage zusammen mit Anne Gödde, Hartwig Hummel und Claudia Münch, Wiesbaden 2010). Jährlich wurde ein öffentliches Symposium veranstaltet, dessen Ergebnisse teilweise veröffentlicht wurden, so von Alemann et al. „Ein soziales Europa ist möglich“ (Wiesbaden 2015).
Von Alemann beschäftigt sich mit der Landespolitik Nordrhein-Westfalens. Er hat dazu zwei Bücher publiziert: „Nordrhein-Westfalen – Ein Land entdeckt sich neu“ (Stuttgart 2000) sowie „Nordrhein-Westfalen – Ein Land blickt nach vorn“ (Stuttgart 2016).
Neben der Parteienforschung, der Verbändeforschung, der Europaforschung und der NRW-Forschung hat sich von Alemann auch mit der politischen Korruption beschäftigt. Die Untiefen der deutschen Parteienfinanzierung führten ihn dazu, den Ursachen, historischen Bedingungen, kulturellen Faktoren und den Erscheinungsformen von politischer Korruption stärker auf den Grund zu gehen. Daraus entstand nicht nur ein wissenschaftlicher Sammelband, der eine politikwissenschaftliche Bestandsaufnahme zur politischen Korruption in Deutschland präsentierte, sondern es folgten auch Einladungen anderer Länder, um dort über Ursachen und Folgen von Korruption zu referieren, in Mexiko-Stadt, Moskau, São Paulo und Bangladesch.
Seit seiner Emeritierung hat sich von Alemann verstärkt der Vernetzung der HHU mit der Stadt und der Region zugewandt. Daraus ging 2017 der „Förderverein Wissensregion Düsseldorf e. V.“ hervor, dem er nun als Geschäftsführer dient. Mitglieder in diesem Verein sind nicht nur Hochschulen der Landeshauptstadt, sondern auch die beiden Kammern für Industrie und Handwerk, die Stadt Düsseldorf und eine Reihe anderer Institutionen.

## Schriften
- Ulrich von Alemann / Nina Basedahl / Gernot Graeßer / Sabrina Kovacs: Politische Ideen im Wandel der Zeit. Von den Klassikern zu aktuellen Diskursen. Opladen 2022

- Ulrich von Alemann / Phillip Erbentraut / Jens Walther: Das Parteiensystem der Bundesrepublik Deutschland – Eine Einführung. Springer VS 2018
- Ulrich von Alemann: Nordrhein-Westfalen. Ein Land blickt nach vorn. Stuttgart 2016
- Ulrich von Alemann / Eva G Heidbreder / Hartwig Hummel et al.(Hrsg.): Ein soziales Europa ist möglich – Grundlagen und Handlungsoptionen. Wiesbaden 2015
- Ulrich von Alemann (mit Fotografien von Florian Monheim): Düsseldorf und die Heinrich-Heine-Universität. Köln 2015
- Ulrich von Alemann / Tim Spier / Markus Klein et al.: Parteimitglieder in Deutschland. Wiesbaden 2011
- Ulrich von Alemann / Anne Gödde / Hartwig Hummel et al. (Hrsg.): Handbuch Europa in Nordrhein-Westfalen: Wer macht was in Nordrhein-Westfalen für Europa? Wiesbaden 2010
- Ulrich von Alemann / Florian von Alemann: Staatsrecht für die Politik. Reihe NomosGesetze. Baden-Baden 2007
- Ulrich von Alemann / Claudia Münch (Hrsg.): Europafähigkeit der Kommunen. Die lokale Ebene in der Europäischen Union. Wiesbaden 2006
- Ulrich von Alemann (Hrsg.): Politische Korruption. In: Politische Vierteljahresschrift (PVS), Sonderheft 35. 2005
- Ulrich von Alemann / Claudia Münch (Hrsg.): Landespolitik im europäischen Haus. Springer VS 2005
- Ulrich von Alemann / Claudia Münch: Handbuch Europa in NRW. NRW im dynamischen Mehrebenensystem. Opladen 2003
- Ulrich von Alemann / Stefan Marschall (Hrsg.): Parteien in der Mediendemokratie. Wiesbaden 2002
- Ulrich von Alemann / Patrick Brandenburg: Nordrhein-Westfalen, Ein Land entdeckt sich neu. In: Schriften zur politischen Landeskunde Nordrhein-Westfalens, Bd. 13. Köln 2000
- Ulrich von Alemann / Gertrude Cepl-Kaufmann / Hans Hecker et al. (Hrsg.): Intellektuelle und Sozialdemokratie. Opladen 2000
- mit Rolf G. Heinze / Ulrich Wehrhöfer: Bürgergesellschaft und Gemeinwohl. Analyse, Diskussion, Praxis. Opladen 1999.
- Ulrich von Alemann / Josef Schmid: Die Gewerkschaft ÖTV. Reformen im Dickicht gewerkschaftlicher Organisationspolitik. Baden-Baden 1998
- Ulrich von Alemann / Bernhard Weßels: Verbände in vergleichender Perspektive. Berlin 1997.
- Ulrich von Alemann: Parteien. Reinbek 1995
- Ulrich von Alemann: Politikwissenschaftliche Methoden. Grundriß für Studium und Forschung. Opladen 1995
- Ulrich von Alemann / Kay Loss / Gerhard Vowe: Politik. Fachwissen für Journalisten. Eine Einführung. Opladen 1994
- Ulrich von Alemann: Grundlagen der Politikwissenschaft. Ein Wegweiser. Opladen 1994
- Ulrich von Alemann / Heribert Schatz / Georg Simonis: Leitbilder sozialverträglicher Technikgestaltung. Opladen 1992
- Ulrich von Alemann / Reiner Klingholz / Klaus Staeck: ADAC ade. Opladen 1990
- Ulrich von Alemann / Rolf G. Heinze / Bodo Hombach: Die Kraft der Region. Nordrhein-Westfalen in Europa. Bonn 1990
- Ulrich von Alemann / Heribert Schatz / Georg Simonis: Gesellschaft, Technik, Politik. Opladen 1989
- Ulrich von Alemann et al.: Technologiepolitik. Frankfurt 1988
- Ulrich von Alemann et al.: Mensch und Technik. Opladen 1987
- Ulrich von Alemann: Organisierte Interessen in der Bundesrepublik Deutschland. Opladen 1987
- Ulrich von Alemann et al.: Parteien und Wahlen in Nordrhein-Westfalen. Opladen 1985
- Ulrich von Alemann / Erhard Forndran: Interessenvermittlung und Politik. Opladen 1983
- Ulrich von Alemann: Neokorporatismus. Frankfurt 1981
- Ulrich von Alemann / Rolf Gero: Verbände und Staat. Vom Pluralismus zum Korporatismus. Opladen 1979
- Ulrich von Alemann et al.: Partizipation, Demokratisierung, Mitbestimmung. Opladen 1975
- Ulrich von Alemann / Erhard Forndran: Methodik der Politikwissenschaft. Stuttgart 1974
- Ulrich von Alemann: Parteiensysteme im Parlamentarismus. Eine Einführung und Kritik von Parlamentarismustheorien. Düsseldorf 1973